# Мокіни (Росія)
Мо́кіни (рос. Мокины) — присілок у складі Слободського району Кіровської області, Росія. Входить до складу Ленінського сільського поселення.
Населення становить 6 осіб (2010, 1 у 2002).
Національний склад станом на 2002 рік — росіяни 100 %.